# Plectris amabilis
Plectris amabilis är en skalbaggsart som beskrevs av Frey 1967. Plectris amabilis ingår i släktet Plectris och familjen Melolonthidae. Inga underarter finns listade i Catalogue of Life.